# Septembrie 1982
Acest articol este generat integral pe baza informațiilor din articolul 1982 și este actualizat periodic de un robot.
 Editările făcute în articol vor fi șterse la următoarea actualizare! Dacă doriți să faceți modificări, editați articolul-sursă.

ianuarie -
februarie -
martie -
aprilie -
mai -
iunie -
iulie -
august -
septembrie -
octombrie -
noiembrie -
decembrie
Septembrie 1982 a fost a noua lună a anului și a început într-o zi de miercuri.

## Evenimente
- 7 septembrie: Vali Ionescu și Anișoara Cușmir s-au situat pe locurile I și, respectiv II, la săritura în lungime la Campionatele europene de atletism de la Atena.
- 14 septembrie: Prințesa Grace de Monaco moare în urma rănilor de la accidentul de mașină petrecut cu o zi în urmă.

## Nașteri
- 2 septembrie: Krum Bibișkov, fotbalist bulgar (atacant)
- 2 septembrie: Bergüzar Korel, actriță turcă
- 3 septembrie: Gabriel Nicu Giurgiu, fotbalist român
- 4 septembrie: Valentin Negru, fotbalist român
- 7 septembrie: Andreea Giorgiana Antonescu, cântăreață română
- 7 septembrie: Emese Szász, scrimeră maghiară
- 8 septembrie: Jennifer Bongardt, canoistă germană
- 8 septembrie: Marian Cozma, handbalist român (d. 2009)
- 10 septembrie: Bret Iwan, actor american
- 10 septembrie: Cleidimar Magalhães Silva, fotbalist brazilian (atacant)
- 11 septembrie: Svetlana Tihanovskaia, politiciană din Belarus
- 11 septembrie: Kaori Matsumoto, judocană japoneză
- 13 septembrie: Soraya Arnelas, cântăreață spaniolă
- 13 septembrie: Bogdan Curta, cântăreț român
- 14 septembrie: Sunrise Adams, actriță porno americană
- 14 septembrie: Alin Robert Rațiu, fotbalist român
- 14 septembrie: Adrian Alda, politician
- 19 septembrie: Eduardo Carvalho (Eduardo dos Reis Carvalho), fotbalist portughez (portar)
- 19 septembrie: Alexandru Forminte, fotbalist român
- 21 septembrie: Jonathan McKain, fotbalist australian
- 22 septembrie: Daniel-Liviu Toda, politician
- 22 septembrie: Maarten Stekelenburg, fotbalist olandez
- 23 septembrie: Iana Ruzavina, scrimeră rusă
- 24 septembrie: Bruno Miguel (Bruno Miguel Moreira de Sousa), fotbalist portughez
- 26 septembrie: Ionuț Neagu, politician
- 27 septembrie: Lil Wayne (Dwayne Michael Carter, Jr.), rapper american
- 28 septembrie: Takeshi Aoki, fotbalist japonez
- 28 septembrie: Matt Cohen, actor american
- 30 septembrie: Diana Dumitrescu, actriță română

## Decese
Clifford Michael Curzon, 75 ani, muzician britanic (n. 1907)
Władysław Gomułka, 77 ani, politician și lider polonez (1944-1947 și 1956-1970), (n. 1905)
Seraphim Rose (n. Eugene Dennis Rose), 48 ani, călugăr american (n. 1934)
György Végh, 63 ani, poet maghiar (n. 1919)
Mikel Conrad, 63 ani, actor și regizor american (n. 1919)
Wifredo Lam (Wifredo Oscar de la Concepción Lam y Castilla), 79 ani, artist cubanez (n. 1902)
Grace Kelly (n. Grace Patricia Grimaldi), 52 ani, actriță americană de film, prințesă de Monaco (n. 1929)
Ion Milu, 74 ani, pilot român de aviație, as al Aviației Române din cel de-al Doilea Război Mondial (n. 1908)